# Musée vert
Ne pas confondre avec le musée des Verts à Saint-Étienne.
 (décembre 2013).
Si vous disposez d'ouvrages ou d'articles de référence ou si vous connaissez des sites web de qualité traitant du thème abordé ici, merci de compléter l'article en donnant les références utiles à sa vérifiabilité et en les liant à la section « Notes et références ».
Le musée Vert, classé Musée de France, est le muséum d'histoire naturelle de la ville du Mans (Sarthe, Pays de la Loire). Il est situé dans le secteur Sud-Ouest, au centre du quartier Jaurès et non loin de Pontlieue.
Situé dans l'ancienne école Véron de Forbonnais (bâtiment du XIXe siècle), il abrite des collections de géologie, de paléontologie, zoologie et botanique, riches de plus de 400 000 spécimens. D'une surface totale de près de 1 000 m2, le Musée vert a ouvert ses portes au public en 1995. Néanmoins, ses collections sont le fruit d'une histoire beaucoup plus longue.
Le Musée vert propose au public des expositions temporaires sur des sujets naturalistes ou scientifiques et des activités variées (ateliers, animations, visites guidées, conférences). Il propose aux scolaires de nombreuses activités pédagogiques en rapport avec les sciences naturelles.

## Historique, 200 ans de collections naturalistes
C'est au milieu du XVIIIe siècle qu'apparaissent les premiers cabinets de curiosités au Mans et dans la Sarthe. Ces collections privées sont alors réservées à la haute société. Il faut attendre la période révolutionnaire pour que ces collections soit placées dans le domaine public.

### 1799-1927: le "muséum" de la préfecture

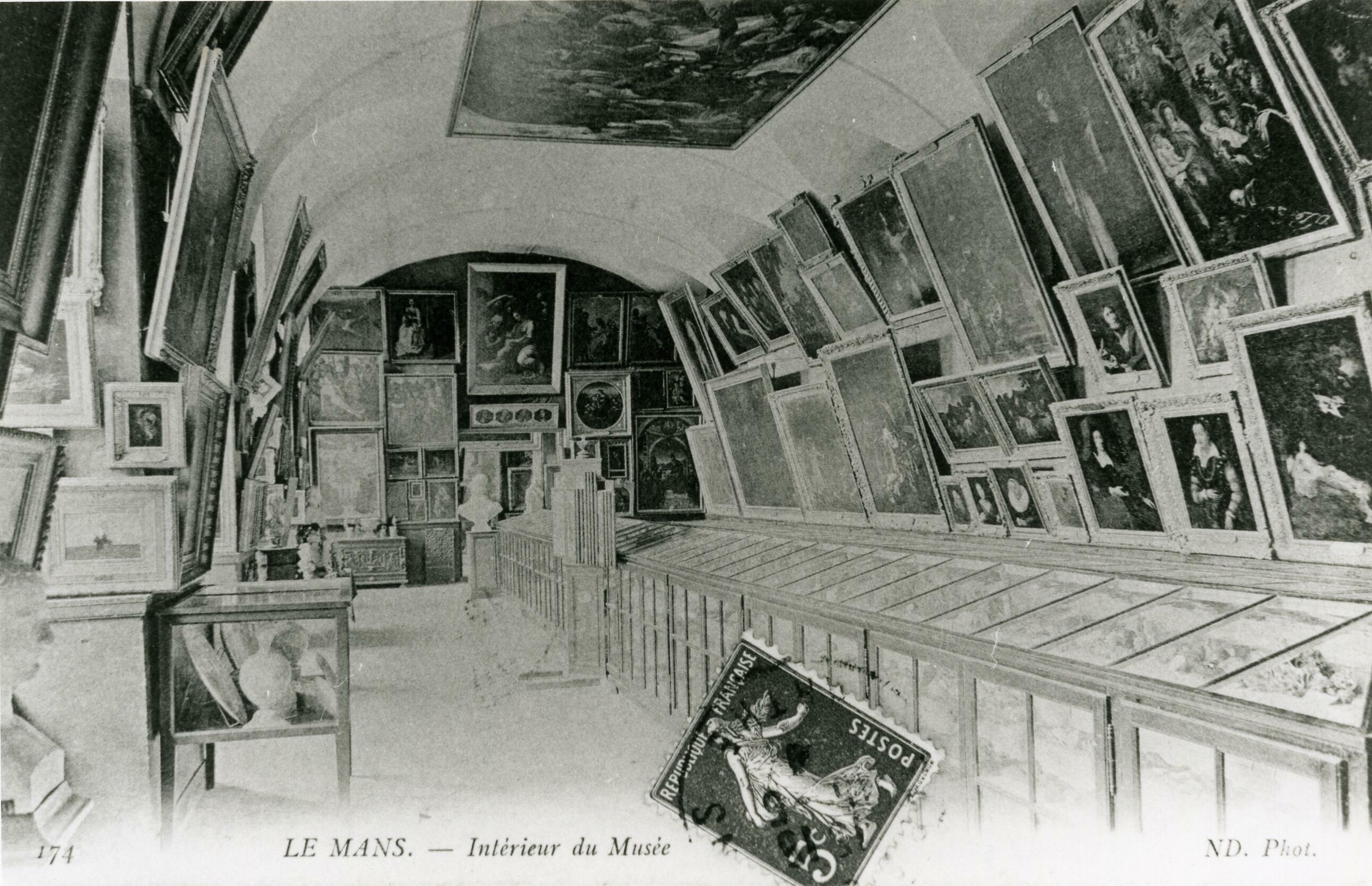
Le Musée de la Préfecture au début du XXe siècle. Présentation des collections de beaux-arts et de sciences naturelles de la ville du Mans

Le "muséum" de la ville du Mans ouvre ses portes au public dans les locaux de l'actuelle préfecture le 21 juin 1799. D'abord à vocation purement artistique, des collections d'animaux naturalisés, de roches et de minéraux sont ensuite exposées à partir de 1816. De 1816 à 1856, les collections sont gérées par Jean Antoine Daudin puis Narcisse Desportes. Ces conservateurs de formation scientifiques permettent d'augmenter rapidement les collections naturalistes, notamment les minéraux, les fossiles, les animaux naturalisés et les herbiers.
Par la suite, les collections sont gérées de 1856 à 1927 par des conservateurs "artistes" ce qui correspond pour le cabinet naturaliste à une mise en sommeil. Quelques dons importants interviennent néanmoins durant cette période où les collections restent correctement conservées.

### 1927-1995: les collections naturalistes au musée de Tessé
En 1927, les collections artistiques puis scientifiques sont déménagées vers l'actuel musée de Tessé. Cette période correspond également à la mise en place d'une nouvelle équipe scientifique, menée par le conservateur Paul Delaunay, et correspond à un afflux considérable de nouvelles collections. Cette période faste pour les collections scientifiques se termine avec la seconde guerre mondiale.
Par la suite, les collections scientifiques sont progressivement retirées des salles d'exposition du musée de Tessé. À partir des années 1960 et jusqu'aux années 1990, les collections de fossiles, de minéraux, de zoologie et de botanique sont ainsi reléguées en réserve et leur souvenir s'efface progressivement dans l'esprit des sarthois. Seules quelques expositions temporaires exceptionnelles permettent de temps en temps de les sortir de leur sommeil.

### Depuis 1995: le Musée vert

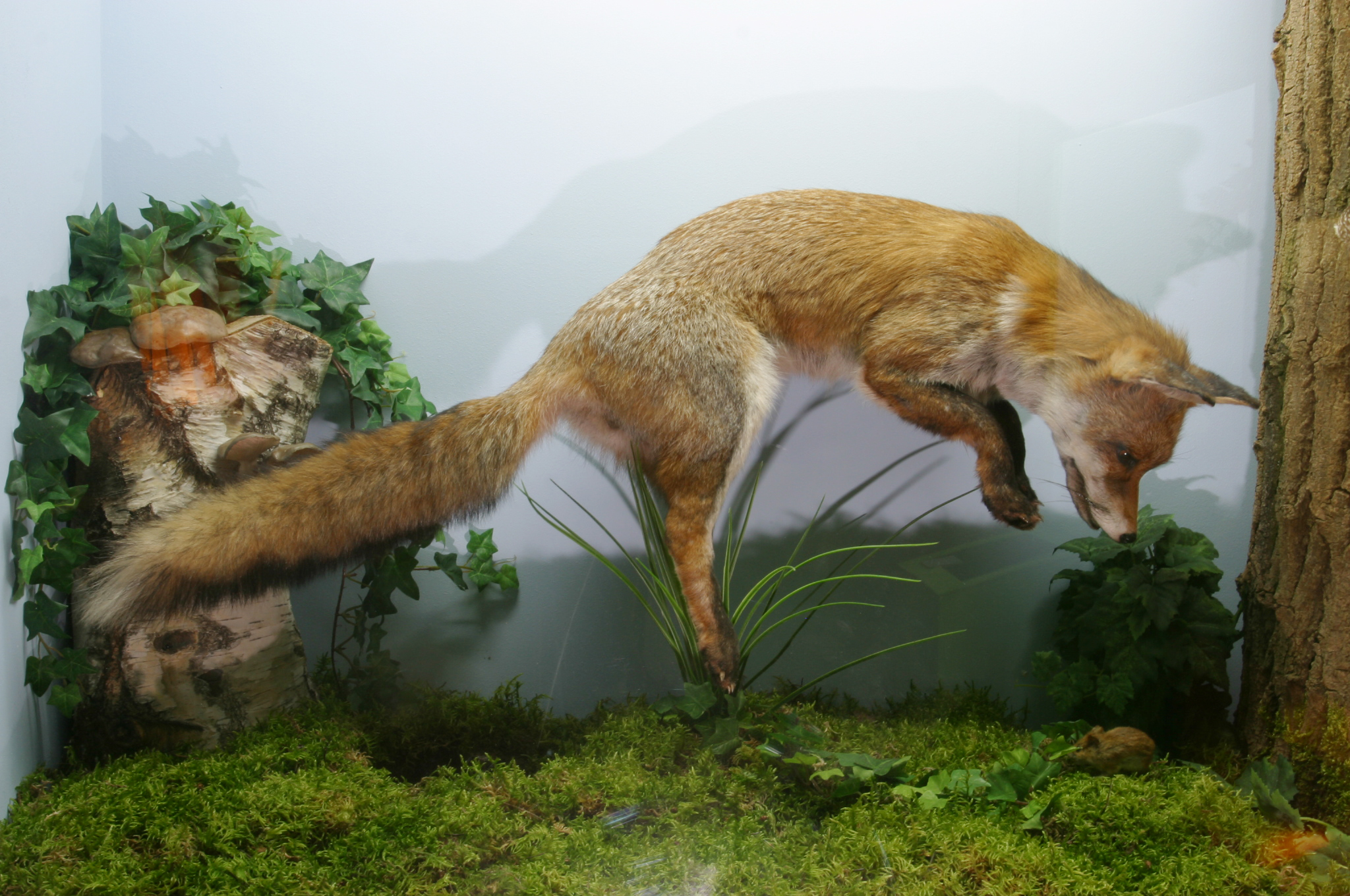
Scène de l'exposition "Sarthe sauvage"

Sous l'impulsion de jeunes étudiants et de la municipalité du Mans, les collections naturalistes sortent de leur sommeil au cours des années 1980. Un projet de musée spécifiquement consacré aux sciences naturelles voit progressivement le jour et se concrétise en juin 1995 avec l'ouverture du Musée vert, muséum d'histoire naturelle du Mans. Celui-ci est installé dans l'ancienne école Véron de Forbonnais.
L'intégralité des 400 000 spécimens des collections naturalistes de la ville du Mans est conservée sur ce site. Moins d'1 % de ces collections est accessible au public dans les expositions temporaires et permanentes régulièrement organisées par le Musée vert.

## Le Musée vert aujourd'hui
Le Musée vert est composé des espaces suivants :
- Salles ouvertes au public (350 m²) :
  - Collections permanentes "Sarthe sauvage" consacrées à la faune et à la biodiversité locale
  - Collections permanentes "Jurassique Sarthe" consacrées à la géologie et à la paléontologie locale
  - Salles d'exposition temporaire (présentées de septembre à fin juillet de l'année suivante)
  - salle de projection
  - Espace d'accueil - cabinet naturaliste et chêne Boppe
- Des espaces accessibles sur rendez-vous (150 m²) :
  - Salle d'animation pour les ateliers avec les scolaires
  - Laboratoire pour les scolaires
  - Documentation
- Des espaces techniques et de conservation (440 m²) :
  - Réserves
  - Locaux techniques et administratifs

## Les collections du Musée vert
Les collections du Musée vert, actuellement en cours d'inventaire, sont estimées à 400 000 spécimens de sciences naturelles. Au sein des 1 200 musées français disposant du label "Musées de France", il s'agit d'un fonds majeur du point de vue quantitatif.

### Les collections de paléontologie
Les collections paléontologiques du Musée vert comportent plus de 100 000 spécimens. Elles sont  riches en fossiles de l'ère Secondaire, provenant de l'Ouest du Bassin de Paris. Le Musée vert conserve notamment des milliers de spécimens collectés au XIXe siècle lors de la création du stratotype du Cénomanien par Alcide d'Orbigny.
La typothèque du musée renferme actuellement 742 types et figurés de paléontologie. Il s'agit de spécimens de référence dont la valeur scientifique est irremplaçable. Leur consultation est accessible sur la base de données en ligne Trans'Tyfipal.
Les collections paléontologiques du Musée vert comportent notamment des ensembles de plusieurs milliers de fossiles autour des thèmes suivants :
- Primaire (Silurien à Carbonifère) du Massif armoricain et d'Europe Centrale (notamment trilobites)
- Jurassique (Pliensbachien à Oxfordien) de Sarthe et de Normandie (environ 50 000 spécimens)
- Cénomanien de Sarthe et de Normandie (environ 12 000 spécimens, notamment crustacés, échinides, crinoïdes, astérides, ammonites, gastéropodes, bivalves, brachiopodes et coraux). Collections historiques du stratotype
- Crétacé supérieur de Sarthe - hors Cénomanien (Turonien à Santonien)
- Flore éocène de Sarthe (grès à palmiers du Bartonien)
- Éocène du bassin de Paris (Lutétien)

### Les collections de minéralogie

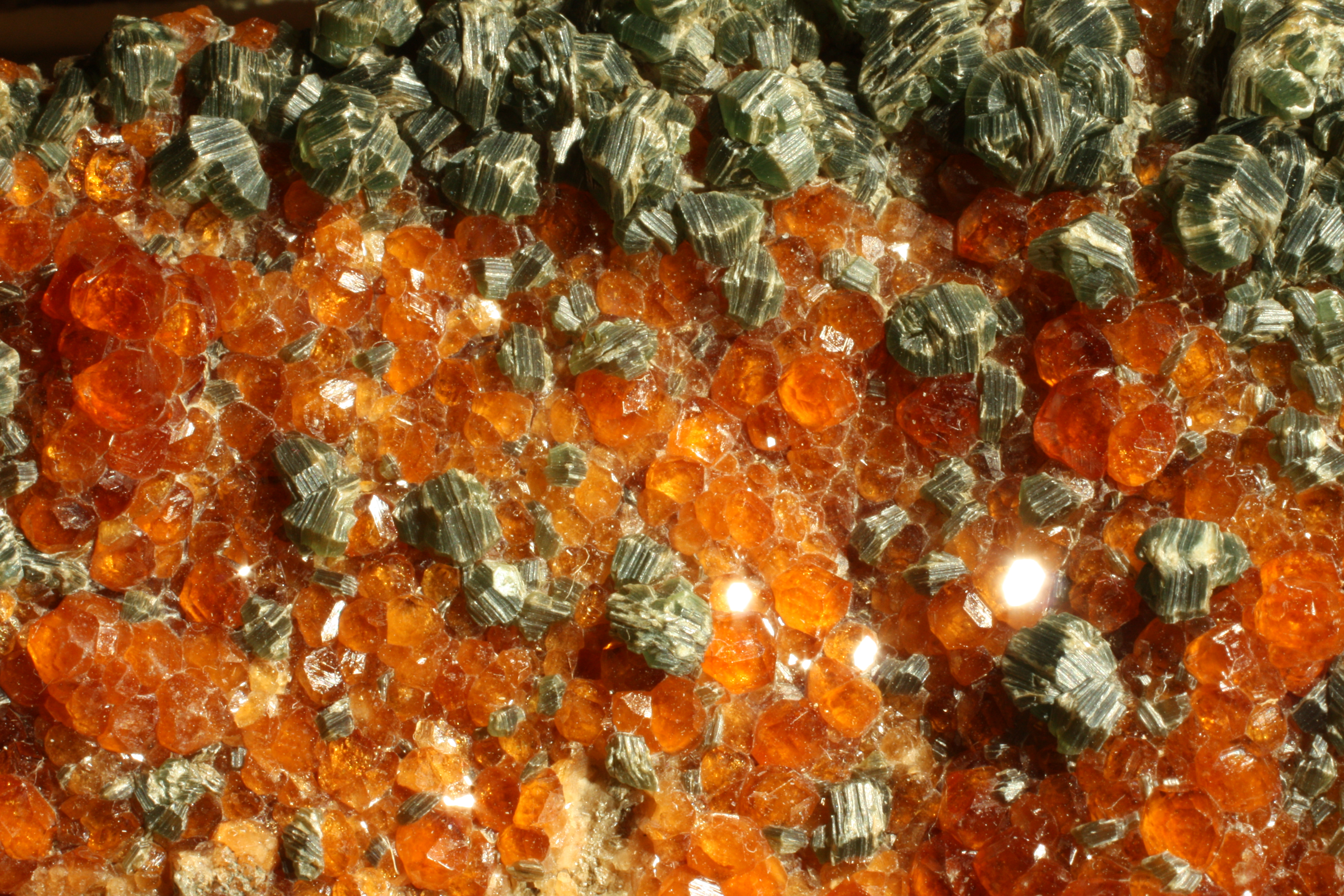
Grossulaire, variété hessonite, avec clinochlore - Val d'Ala (Piémont, Italie)

Le fonds de minéralogie du Musée vert est composé de 2 658 minéraux, représentant plus de 300 espèces minérales, provenant du monde entier. Le socle historique de cette collection est composé d'un don du Muséum national d'histoire naturelle intervenu en 1799 ainsi que des acquisitions des collections Louis Maulny (1816), Max de Perrochel (1819 à 1832) et Edouard Guéranger (1937).
L'un des intérêts de cette collection est d'être quasi exclusivement constituée de spécimens collectés il y a plus d'un siècle. Les mines et carrières d'où ils ont été extraits n'existent généralement plus aujourd'hui. Ces minéraux constituent donc à la fois un patrimoine naturel précieux mais également un ensemble scientifique et technique retraçant l'histoire de l'activité minière qui a permis leur extraction.
La conservation des minéraux en milieu muséal passe par le contrôle de l'hygrométrie des salles de réserve, par une surveillance régulière des spécimens, et au besoin par un traitement adapté des spécimens dégradés.

### Les collections de pétrographie

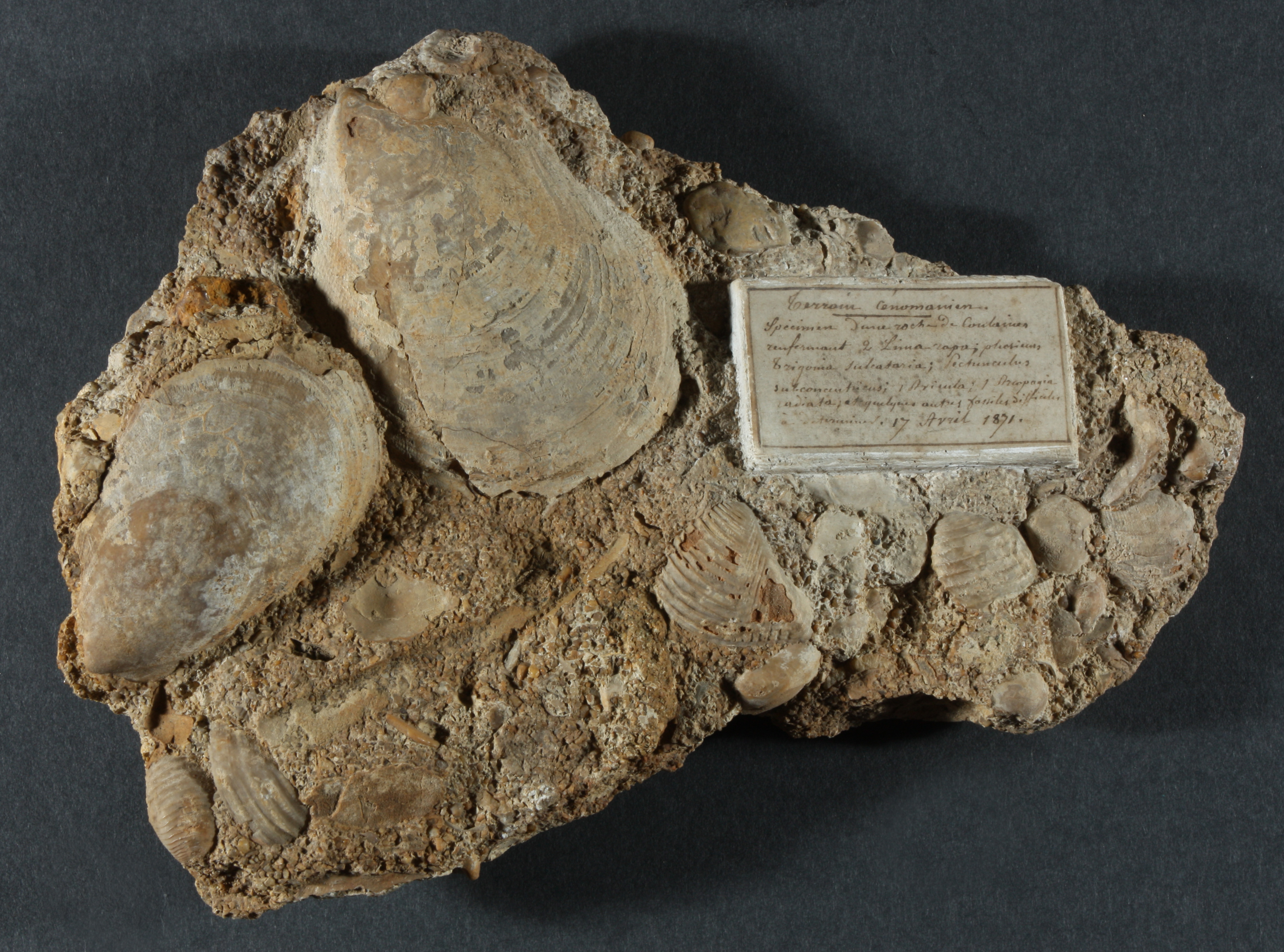
Grès "Jalais" - Coulaines (Sarthe) - Cénomanien

Les collections de roches renferment 2 817 échantillons provenant de toute l'Europe.
Elles contiennent notamment les ensembles suivants :                  
- Lithothèque du stratotype Cénomanien
- Lithothèque de la Sarthe
- Roches du volcanisme ancien et actuel (Massif Armoricain, Massif Central, Réunion, Italie, Islande, Cap Vert...)
- Météorites (chutes de Saint-Ouen-en-Champagne en 1799, L'Aigle en 1803, Chantonnay en 1812, Saint-Aubin en 1865, Sikhote-Alin en 1947, ainsi que Mont-Dieu et Campo del Cielo).
- Impactites (tectites de Chine, Moldavites, verre lybique. Impactites de Suède, d'Allemagne, de Mauritanie, d'Espagne et de France)
- Roches européennes les plus anciennes (Gneiss "Barents Blue" de Norvège daté de -3 milliards d'années, "Lewisian" Gneiss d'Écosse daté de -2,6 milliards d'années)
- Marbres européens

### Les collections de vertébrés

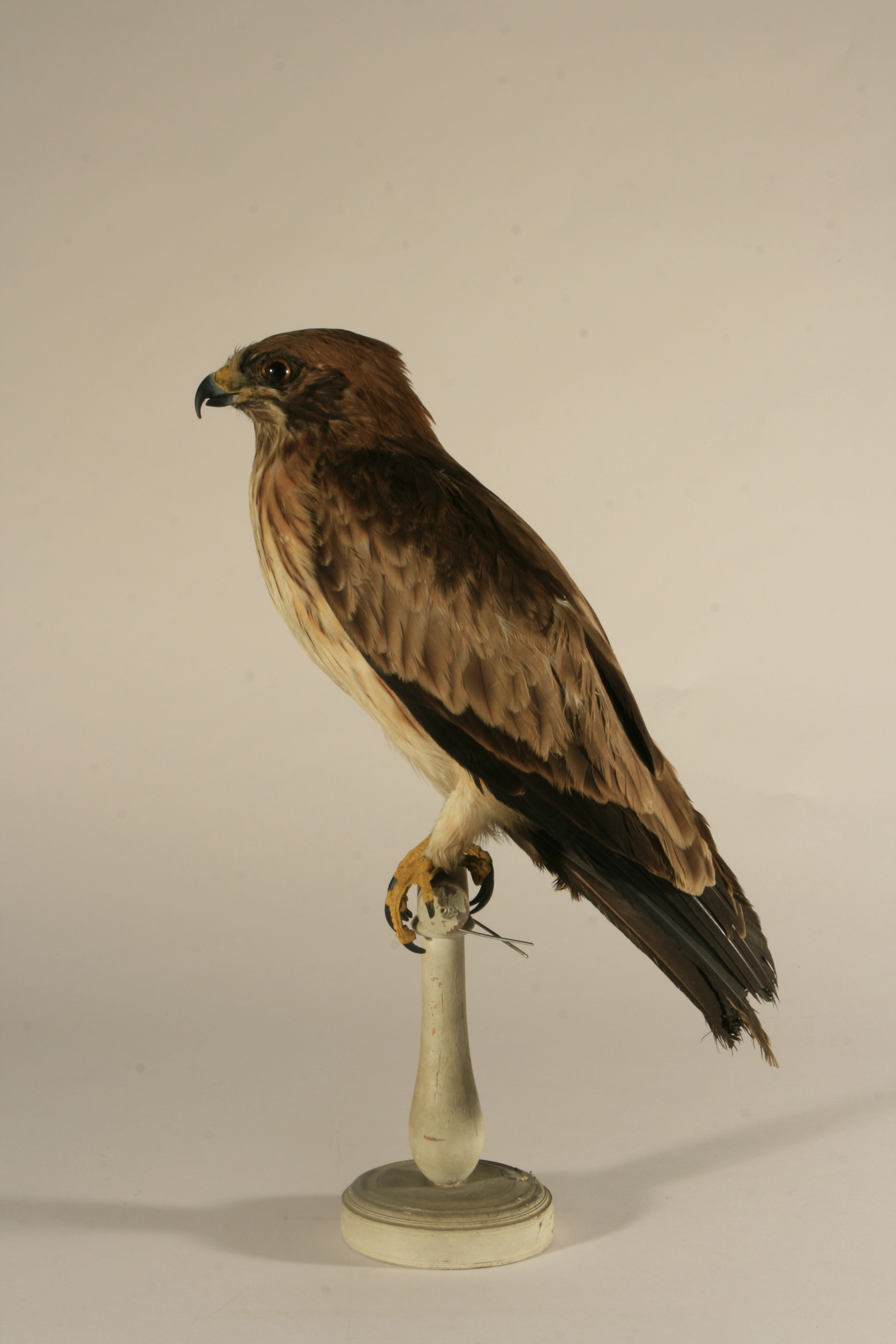
Aigle botté (Hieraaetus pennatus) - Forêt de Bellême (Orne) - Printemps 1834

Plus de 2 000 vertébrés naturalisés, conservés dans l'alcool ou sous forme de squelettes sont conservés au Musée vert. Une centaine d'entre eux peut être exposée au public. Il s'agit de : 
- 1 600 oiseaux représentant la quasi-totalité de l'avifaune européenne
- 234 mammifères
- 119 reptiles et amphibiens
- 44 poissons
- 105 spécimens ostéologiques

Les collections naturalisées du Musée vert ont principalement été constituées par des naturalistes amateurs entre la fin du XVIIIe siècle et les années 1960. Elles sont complétées régulièrement de spécimens d'intérêt muséographique dans un respect total des lois nationales et internationales de protection de l'environnement.
Parmi ces animaux, il est possible de distinguer plus particulièrement des spécimens d'un grand intérêt patrimonial : 
- un toucan ariel et un ibis rouge naturalisés au XVIIIe siècle et provenant des collections de Guillaume V d'Orange (don Muséum national d'histoire Naturelle en 1799).
- une mâchoire de requin blanc de très grande taille provenant de cabinet Louis Maulny (achat 1816)
- des défenses de morse portant une inscription runique du XIIIe siècle (cabinet Louis Maulny - achat 1816)
- un ensemble représentatif des oiseaux, mammifères et poissons disparus du département de la Sarthe depuis le XIXe siècle.
- un des derniers loups de la Sarthe. Tué en forêt de Perseigne en 1880
- une enveloppe de corne datée du Moyen-Âge et attribuée à un Aurochs

### Les collections d'entomologie

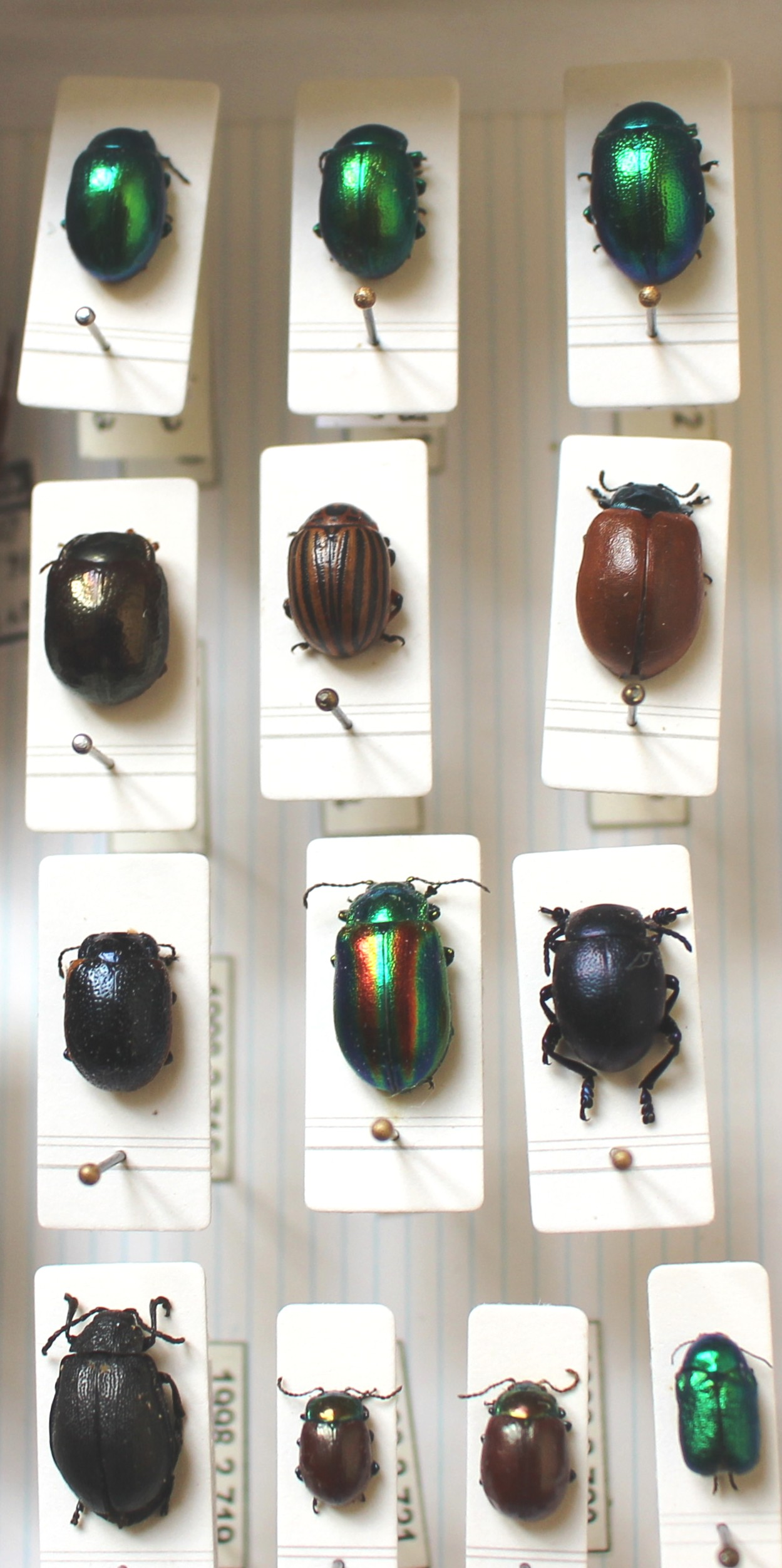
Collections entomologiques du Musée vert.

Près de 10 000 insectes sont conservés dans les réserves du Musée vert. Ils proviennent principalement des collections Monguillon, Déan-Laporte et Mille et illustrent la faune entomologique de l'ouest de la France.

### Les collections de conchyliologie
Plus de 100 000 coquillages provenant du monde entier ont été reçus au cours des 200 ans d'existence des collections scientifiques des musées du Mans.

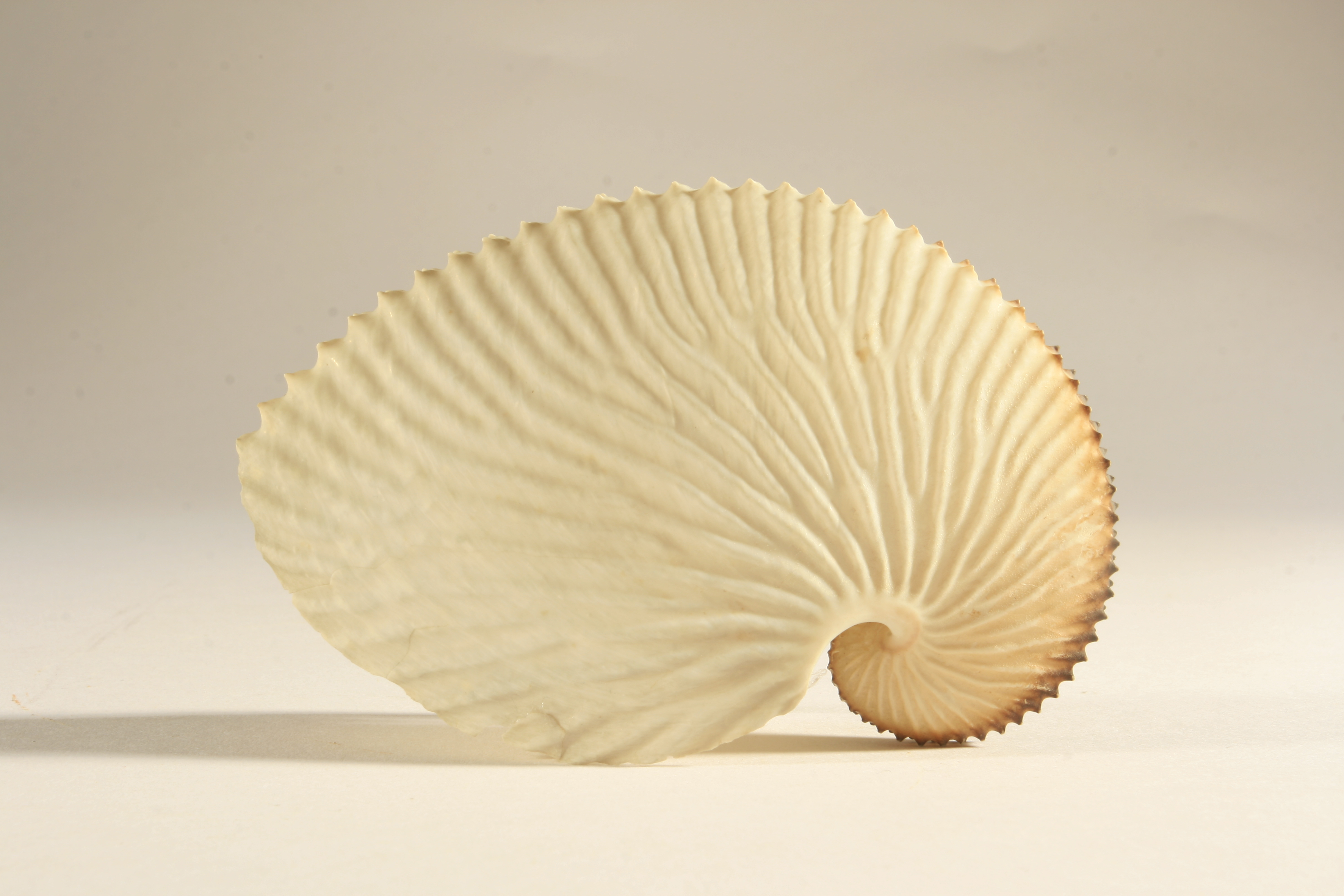
Argonaute (Argonauta argo) - Méditerranée

Les collections de mollusques du Musée vert contiennent notamment des espèces éteintes :
- Partula compacta, gastéropode terrestre endémique de la Polynésie française
- Partula citrina, gastéropode terrestre endémique de Raiaeta (îles de la Société)
- Gibbus lyonetianus, gastéropode terrestre endémique de l'île Maurice
- Epioblasma flexuosa, lamellibranche d'eau douce  endémique des USA
- Epioblasma propinqua, lamellibranche d'eau douce endémique des USA

Ce fonds contient également la collection Ambroise Gentil, constituée de 27 000 spécimens de mollusques terrestres ou d'eau douce collectés entre 1905 et 1910 dans le département de la Sarthe.

### Les collections de botanique

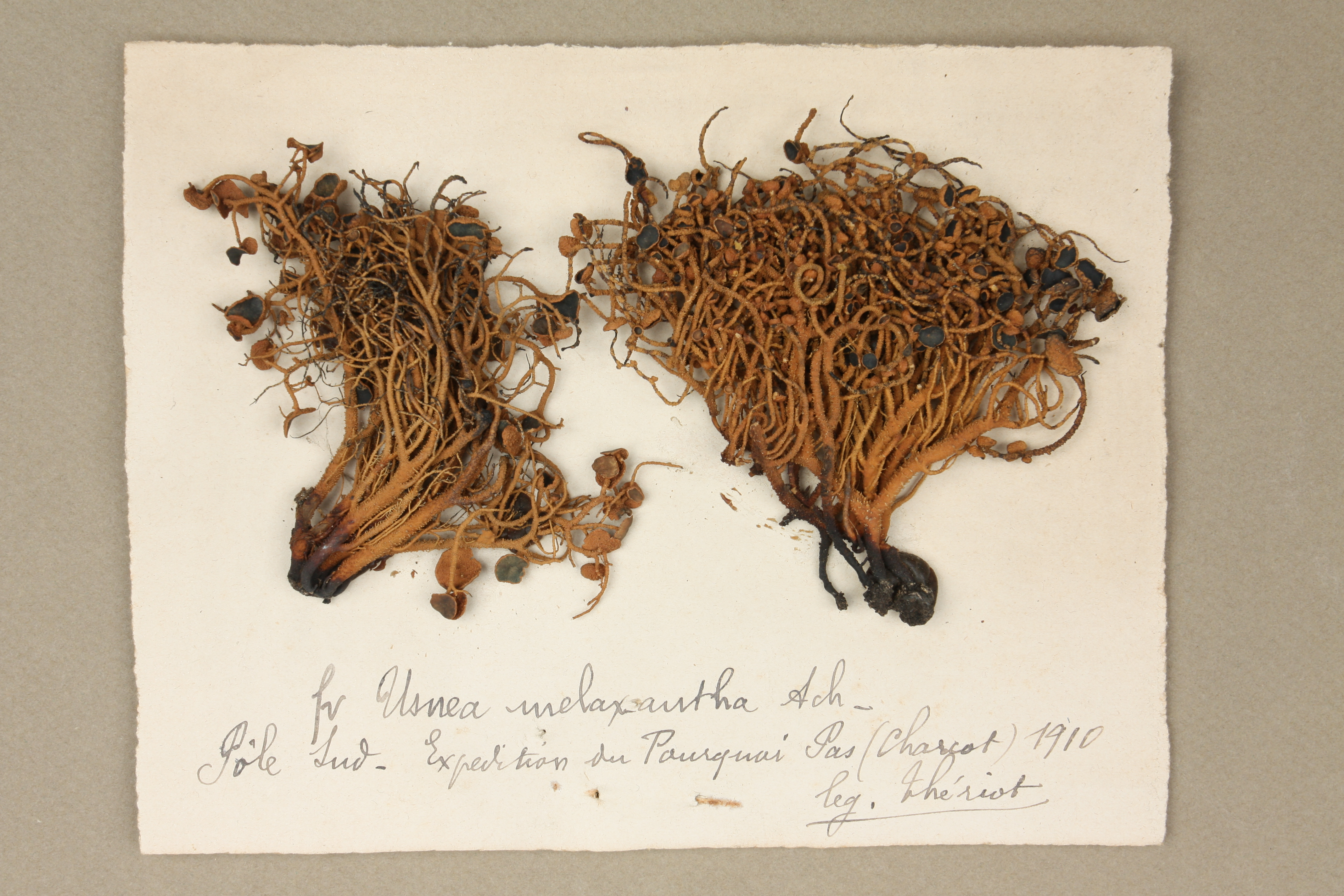
Lichens - Terre Adélie (Antarctique) - Expédition Charcot 1910

Les collections de botanique du Musée vert sont principalement constituées d'herbiers de plantes, pour un total de plus de 100 000 parts. Des ensembles de graines, de fruits et de bois les complètent.
Depuis la fin du XVIIIe siècle, la ville du Mans a reçu par le biais de dons ou de legs, 23 herbiers majeurs allant de 100 à 17.000 parts. Il s'agit d'un patrimoine qui permet de retracer l'évolution de la biodiversité végétale au cours des 200 dernières années.
Il est à noter que les herbiers conservent aujourd'hui tout leur intérêt dans le cadre d'analyses génétiques où la conservation de fragments analysables de la plante est indispensable.
Les herbiers permettent également de conserver les "types" à partir desquels sont définis les nouvelles espèces et qui demeurent des références pour les botanistes. Chaque planche d'herbier portant une date et un lieu de collecte, le nom du collecteur, et l'identification de la plante constitue enfin une référence scientifique.

### Les principaux collectionneurs
Les principales collections conservées au Musée vert ont été constituées par les naturalistes et scientifiques suivants : Louis-Marin Bachelier, Jean Bouvier-Desnos, Thomas et Louise Cauvin, Gatien Chaplain-Duparc, Louis Chevalier, Elie Cottereau, Louis Déan-Laporte, Paul Delaunay, Jacques Dubois des Cours, Ambroise Gentil, Edouard Guéranger, Albert Guillier, Adrien Henry, Auguste Launay, André Lebert, André Pierre Ledru, Abel Martin, Louis Maulny, Claude Mille, Eugène Monguillon, Max de Perrochel, Henri Rendu et Jacques Triger.
Il est également possible de citer de petits ensembles ou des spécimens isolés collectés par : François Baillon, Alexandre Bigot, Gustave Cotteau, Georges Cuvier, Alfred Duvaucel, Barthélemy Faujas de Saint-Fond, Edmond Hébert, Jacques Hervé-Bazin, François d'Orléans prince de Joinville, Alfred Lacroix, Jean-Baptiste Leschenault, Charles Alexandre Lesueur, Arthur-Louis Letacq, Hector Léveillé, James Lloyd, Hervé de Maupassant, Julien Pesche, Anaïs et Roger de Saint-Exupéry et Jules Verreaux.

## Fréquentation
| 2001   | 2002   | 2003   | 2004   | 2005   | 2006   | 2007   | 2008   | 2009   | 2010   | 2011   | 2012   | 2013   | 2014   | 2015   | 2016   |
| ------ | ------ | ------ | ------ | ------ | ------ | ------ | ------ | ------ | ------ | ------ | ------ | ------ | ------ | ------ | ------ |
| 12 436 | 11 575 | 15 841 | 16 624 | 13 172 | 12 474 | 17 071 | 16 548 | 19 438 | 16 726 | 22 529 | 24 684 | 18 193 | 21 447 | 20 068 | 15 405 |

## Accessibilité
Les salles du Musée vert sont entièrement accessibles aux personnes à mobilité réduite.
Ce site est desservi par les stations de Tramway Saint-Martin et Pontlieue.
Le Musée vert est ouvert au public du lundi au vendredi de 9 h à 12 h et de 14 h à 18 h. Le dimanche de 14 h à 18 h (fermeture le samedi et le dimanche matin).